# Gertrud Osthaus

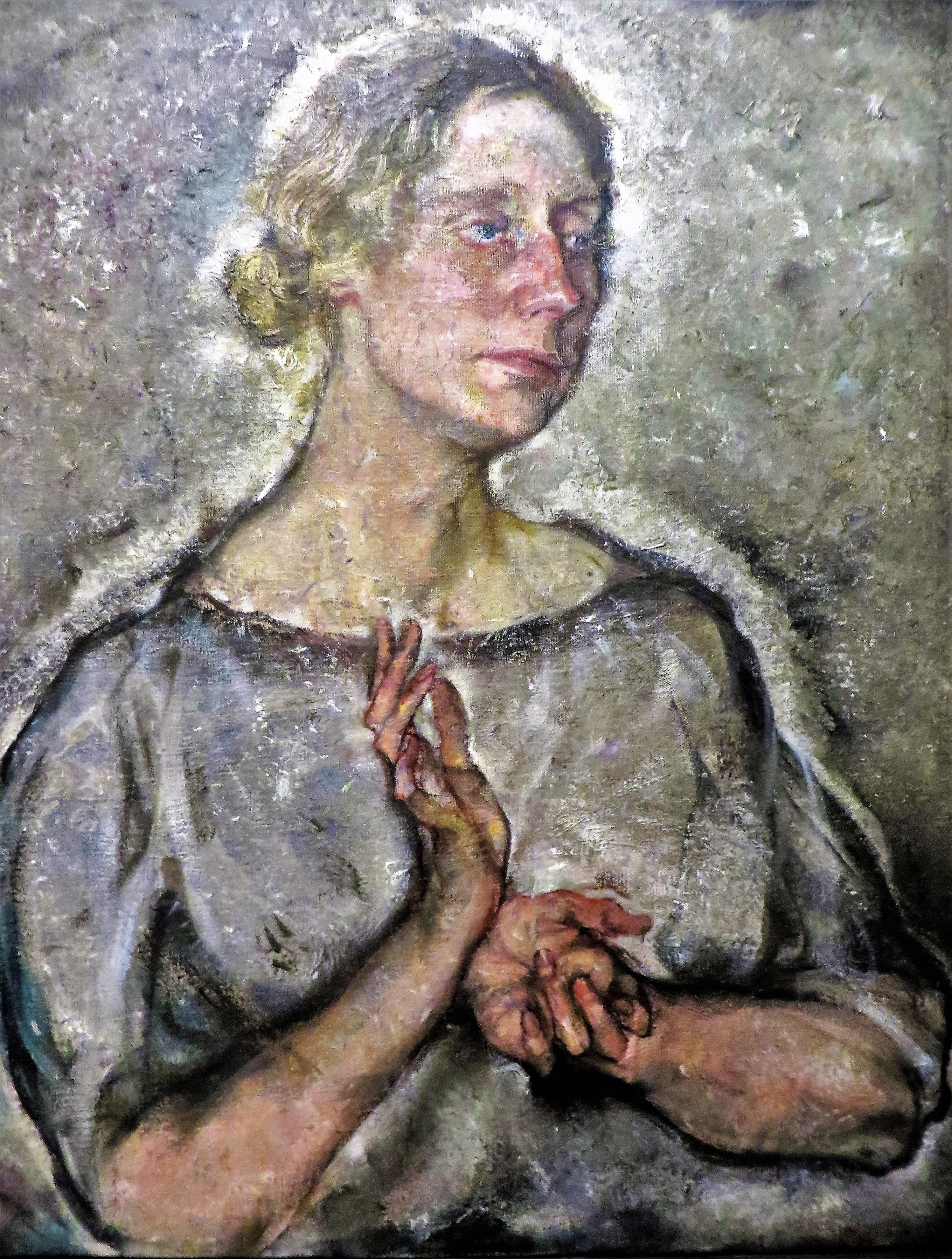
Gertrud Osthaus

Gertrud Osthaus, auch Gertrud Stickforth (* 10. Februar 1880 als Gertrud Maria Luise Colsman in Langenberg (Rheinland); † 5. Januar 1975 in Gars am Inn) war eine deutsche Sammlerin, Mäzenin, Mitbegründerin des Folkwang-Museums und Demeter-Landwirtin.
Gertrud Colsman wuchs in Langenberg als Tochter des Textilfabrikanten und Unternehmers Hermann Colsman und seiner Ehefrau Magdalene Julie Colsman, geb. Köster, auf. Einer ihrer Brüder war Adalbert Colsman. 1899 heiratete sie den Hagener Bankierssohn Karl Ernst Osthaus, mit dem sie drei Söhne und zwei Töchter hatte. Mit ihrem Ehemann gründete sie das 1902 eröffnete Folkwang-Museum. Henry van de Velde entwarf nicht nur den Hohenhof, die Villa des Paares in Hagen, sondern kreierte ebenso Kleider und Schmuck für Gertrud. Gemeinsam mit ihrem Mann besuchte sie Karl Hofer 1904 in Rom und Paul Cézanne im April 1906 in Aix-en-Provence. Von ihm machte sie das letzte Foto, das von dem Künstler bekannt ist. Als Sammlerin, Freundin und Mäzenin moderner Künstler wurde sie unter anderem porträtiert von Ida Gerhardi, Christian Rohlfs, Max Oppenheimer, Moissey Kogan und Pierre-Auguste Renoir. Den Bildhauer Wilhelm Lehmbruck besuchte sie gemeinsam mit ihrem Sohn Manfred in Paris. Als Übersetzerin übertrug sie den Programmtext „Die Auffassung unserer Zeit und das Gemälde“ des französischen Kubisten Henri le Fauconnier ins Deutsche. Die Dichterin Else Lasker-Schüler widmete ihr die Einbandzeichnung der Erstausgabe der 1917 im Verlag Die Weißen Bücher erschienenen „Gesammelten Gedichte“.
Nach dem Tod ihres Ehemannes 1921 heiratete Gertrud Osthaus in zweiter Ehe den Landwirt Adolf Stickforth, mit dem sie zunächst den Hatzenhof und schließlich das Hofgut Kasten bei Wasserburg am Inn bewirtschaftete. Mit ihm hatte sie zwei Kinder: Jochen Joachim Stickforth (1923–1941) und Elisabeth (gen. Lilly) Stickforth, verheiratete Ackermann (1925–2021). Zeit ihres Lebens blieb sie befreundet mit Ada und Emil Nolde.
Das große Gemälde „Spaziergang im Weinberg“ von Edouard Vuillard aus ihrem ehemaligen Damenzimmer im Hohenhof befindet sich heute in der Sammlung des Los Angeles County Museum of Art, die Stickerei „Badende Mädchen“ von Aristide Maillol aus ihrer Sammlung im Hessischen Landesmuseum Darmstadt.

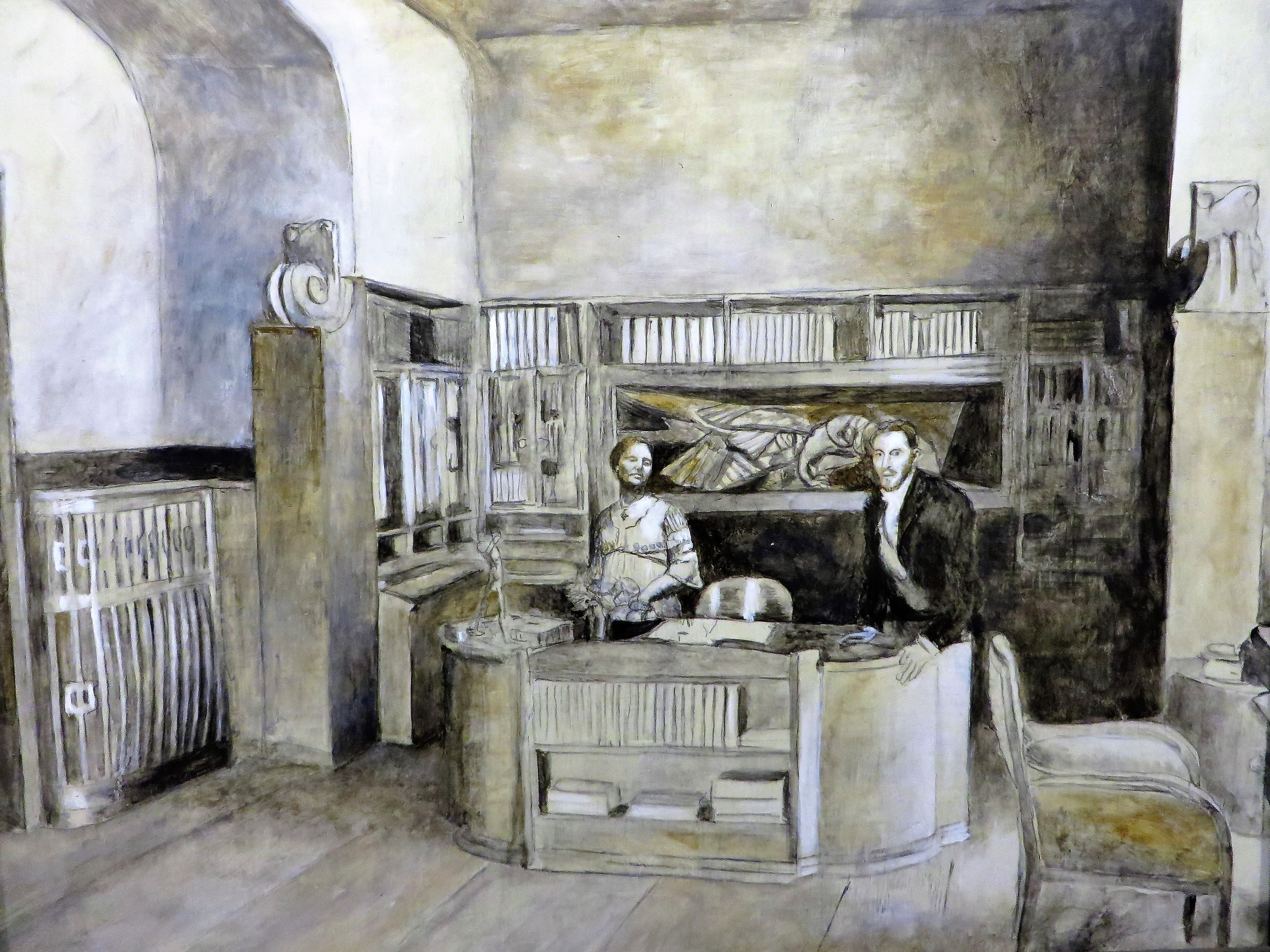
Gertrud Osthaus mit ihrem Ehemann Karl Ernst Osthaus in ihrer Villa Hohenhof